# Meense stadsbus
Het Meense stadsbusnet werd geëxploiteerd door De Lijn. Het stadsbusnetwerk telde één lijn en werd vanaf 6 januari 2024 geschrapt bij de invoering van basisbereikbaarheid. Het belangrijkste knooppunt van het stadsnet was het Station Menen.
De Lijn besloot om de stadsbus deels te vervangen door de streeklijnen en Flexbussen.

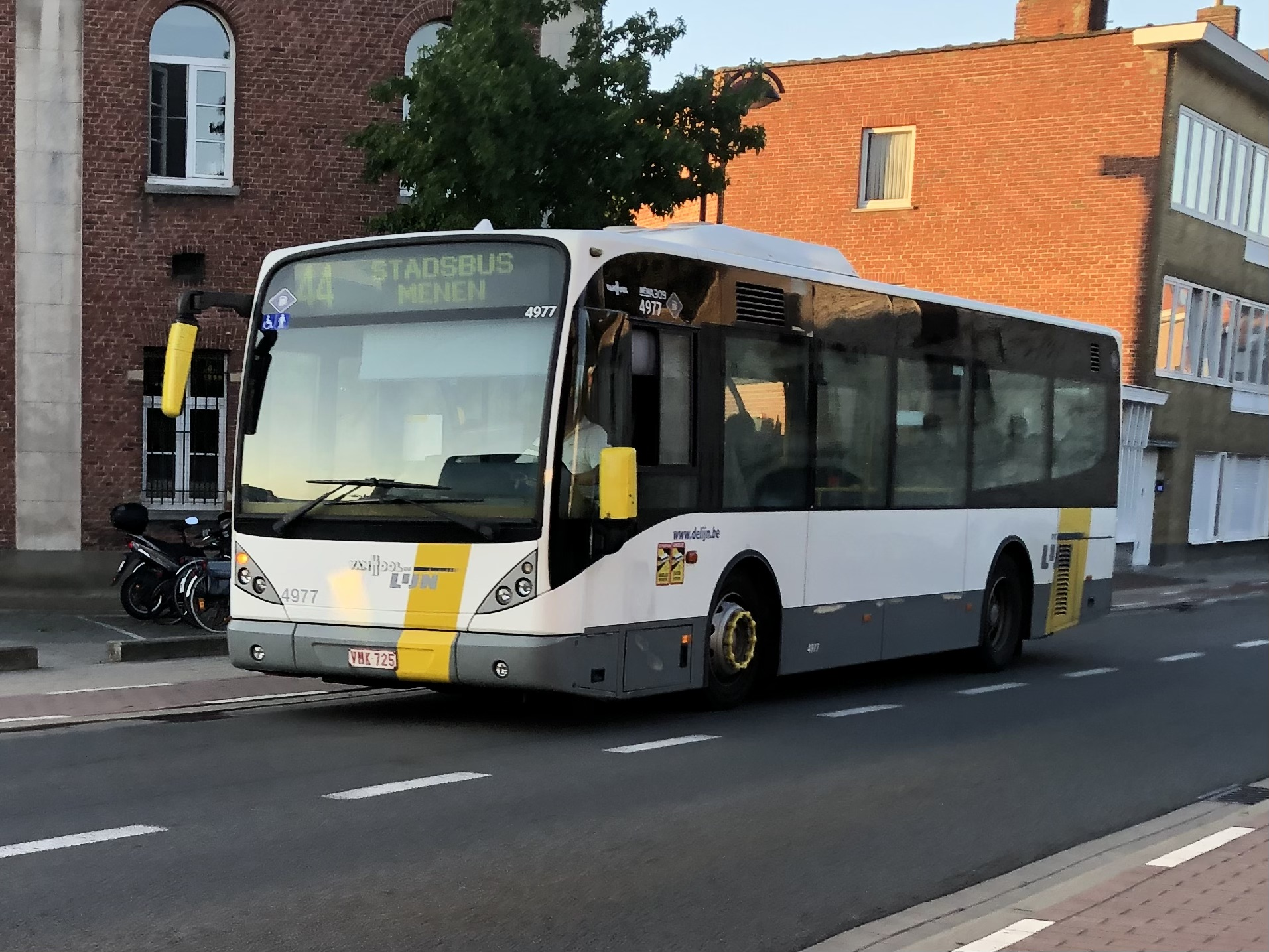
Een Van Hool newA309 (4977) rijdt als stadsbus Menen op lijn 44.

## Wagenpark
Het Meense stadsnet wordt integraal door stelplaats Geluwe van De Lijn gereden. De meeste midibussen van deze stelplaats kunnen op het stadsnet ingezet worden. De bus die op de stadsdienst rijdt wordt weleens afgewisseld met de bussen die op de stadsdiensten van Kortrijk en Ieper rijden.

### Huidig wagenpark
De volgende bussen doen anno 2014 dienst op het stadsnet.
| Serie     | Aantal | Fabrikant  | Type         | Opmerking |
| --------- | ------ | ---------- | ------------ | --- |
| 4477-4484 | 8      | Jonckheere | Transit Midi | Een bus wordt normaal ingezet op de lijn Bussen worden ook weleens op de stadsbus van Ieper en Kortrijk ingezet. |

### Voormalig wagenpark
De volgende bussen deden anno 2014 dienst op het stadsnet, maar zijn tegenwoordig buiten dienst.
| Serie | Aantal | Fabrikant              | Type | Opmerking |
| ----- | ------ | ---------------------- | ---- | --------- |
| 4166  | 1      | Mercedes-Benz (Evobus) | Cito |           |

## Lijnenoverzicht
Anno 2014 is er een stadslijn die alleen de wijken binnen de stad bedient. Vroeger droeg deze lijn lijnnummer 723. Tegenwoordig is dat lijnnummer 44. Hieronder een tabel met de huidige stadslijn die overdag rijdt.
| Lijn | Traject                                            | Frequentie | Voornaamste haltes |
| ---- | -------------------------------------------------- | ---------- | --- |
| 44   | Menen Station -St.Jozef \Ter Beke \Nieuwe Tijnwijk | 60’        | Station, Markt, Barakken, Watertoren, Voorzorgstraat, Hof Ter Linden, Kliniek, Ter Beke, Nieuw Kerkhof, Ons Dorp, Gen.Lemanstraat, Nieuwe Tuinwijk, Keizer Karelstraat, Betlehem |